# Bemani
Bemani (ビーマニ, biimani) est une division de Konami se spécialisant dans les jeux de rythme.
Originellement nommée Games & Music Division ou g.m.d, elle a rapidement changé son nom en l'honneur de son premier jeu à succès Beatmania. Depuis ce temps, elle a continué d'innover en proposant toujours de nouveaux jeux de rythme. Elle est devenue une référence de ce genre de jeu.

## Jeux Bemani
Depuis 1997, Konami a sans cesse créé de nouvelles versions de tous ses jeux, certaines n'étant que des mises à jour logicielles, d'autres des améliorations des bornes d'arcade en elles-mêmes. Chaque version contient de nouvelles chansons et modes de jeu tout en changeant ou améliorant les graphismes. 
Chaque jeu bénéficie d'un contrôleur unique, offrant à chaque jeu une expérience différente au joueur. Cette particularité a longtemps rendu complexe une adaptation des jeux sur consoles.

## Liste des jeux

### Beatmania
Le contrôleur est une table tournante de DJ, et 5 boutons ressemblant à ceux d'un clavier (piano). La série a débuté en 1997 avec beatmania (connue sous le nom de Beatstage au UK et Hip Hop Mania aux États-Unis) et s'est terminé en 2002 avec la sortie de beatmania: The Final. Il laisse ensuite la place à Beatmania IIDX.
- 1997 - Beatmania/Beatstage/Hip Hop Mania
- 1998 - Beatmania 2d Mix
- 1998 - Beatmania 3rd Mix
- 1999 - Beatmania 4th Mix
- 1999 - Beatmania 5th Mix
- 1999 - Beatmania/Beatstage/Hip Hop Mania Complete Mix
- 2000 - Beatmania/Beatstage/Hip Hop Mania Complete Mix 2
- 2000 - Beatmania feat. Dreams Come True
- 2000 - Beatmania Club Mix
- 2000 - Beatmania Core Remix
- 2001 - Beatmania 6th Mix: The UK Underground Music
- 2002 - Beatmania 7th Mix: Keepin' Evolution
- 2002 - Beatmania: The Final

### beatmania IIDX
Le contrôleur est une table tournante de DJ, et 7 boutons ressemblant à ceux d'un clavier de piano. La série beatmania IIDX a débuté en 1999 avec beatmania IIDX et continue encore aujourd'hui, le plus récent étant beatmania IIDX 31 : EPOLIS sorti en Octobre 2023.
beatmania IIDX s'écrit sans majuscule est souvent abrégé simplement IIDX. Le II pour Beatmania 2 et le DX pour Deluxe. La prononciation dans la communauté varie entre une tournée vers l'anglais [tu di ɛks] et une plus française [də de iks].
- 1999 - beatmania IIDX
- 1999 - beatmania IIDX Substream
- 1999 - beatmania IIDX Club Version
- 1999 - beatmania IIDX 2d Style
- 2000 - beatmania IIDX 3rd Style
- 2000 - beatmania IIDX 4th Style
- 2001 - beatmania IIDX 5th Style
- 2001 - beatmania IIDX 6th Style
- 2002 - beatmania IIDX 7th Style
- 2002 - beatmania IIDX 8th Style
- 2003 - beatmania IIDX 9th Style
- 2004 - beatmania IIDX 10th Style
- 2004 - beatmania IIDX 11 : IIDX RED
- 2005 - beatmania IIDX 12 : HAPPY SKY
- 2006 - beatmania IIDX 13 : DistorteD
- 2007 - beatmania IIDX 14 : Gold
- 2008 - beatmania IIDX 15 : DJ TROOPERS
- 2008 - beatmania IIDX 16 : EMPRESS
- 2009 - beatmania IIDX 17 : SIRIUS
- 2010 - beatmania IIDX 18 : RESORT ANTHEM
- 2011 - beatmania IIDX 19 : Lincle
- 2012 - beatmania IIDX 20 : Tricoro
- 2013 - beatmania IIDX 21 : Spada
- 2014 - beatmania IIDX 22 : PENDUAL
- 2015 - beatmania IIDX 23 : copula
- 2016 - beatmania IIDX 24 : Sinobuz
- 2017 - beatmania IIDX 25 : Cannon Ballers
- 2018 - beatmania IIDX 26 : Rootage
- 2019 - beatmania IIDX 27 : Heroic Verse
- 2020 - beatmania IIDX 28 : BISTROVER
- 2021 - beatmania IIDX 29 : CastHour
- 2022 - beatmania IIDX 30 : RESIDENT
- 2023 - beatmania IIDX 31 : EPOLIS
- 2024 - beatmania IIDX 31 : Pinky Crush

### Beatmania III
Le contrôleur est une table tournante de DJ, et 5 boutons ressemblant à ceux d'un clavier (piano), et d'une pédale de bass. La série beatmania III a débuté en 2000 avec beatmania III et s'est terminé avec beatmania III: The Final en 2002.
- 2000 - Beatmania III
- 2000 - Beatmania III Append 6th Mix
- 2000 - Beatmania III Append 7th Mix
- 2000 - Beatmania III Append Core Remix
- 2002 - Beatmania III: The Final

### Dance Dance Revolution/ Dancing Stage
Dance Dance Revolution (connu sous le nom de Dancing Stage en Europe) a débuté en 1998 et continue encore aujourd'hui, avec plus de 90 versions différentes. Le plus récent est Dance Dance Revolution A3. Le jeu est contrôlé par un tapis sensible à la pression de 4 bouton de direction. Durant la chanson, des flèches de couleurs montent du bas au haut de l'écran. Le joueur doit appuyer sur ces flèches au bon moment.
Version Arcade:
- Dance Dance Revolution
- Dance Dance Revolution USA
- 2d Mix
- DDR Club: (connectable with Beatmania IIDX Substream)
- 3rd Mix
- 3rd Mix (Korean Versions 1&2)
- 3rd Mix Plus
- 4th Mix
- 4th Mix Plus
- 5th Mix
- 6th Mix: DDR Max
- 7th Mix: DDR Max2
- 8th Mix: Extreme
- Dance Dance Revolution SuperNova
- Dance Dance Revolution SuperNova 2
- Dance Dance Revolution X
- Dance Dance Revolution X2
- Dance Dance Revolution X3 vs 2nd Mix
- Dance Dance Revolution (2013)
- Dance Dance Revolution (2014)
- Dance Dance Revolution A
- Dance Dance Revolution A20
- Dance Dance Revolution A20 PLUS
- Dance Dance Revolution A3
- Dance Dance Revolution WORLD

### Dance ManiaX
Le joueur le contrôle avec une paire de capteur de mouvement pour chaque joueur, qui détecte les mouvements du haut et du bas du corps. Dance Maniax a débuté en 2000. Il est aussi appelé Dance Freaks en Corée, il contient plusieurs chansons de la série Dancemania
- 2000 - Dance Maniax
- 2000 - Dance Freaks
- 2001 - Dance Maniax 2d Mix
- 2001 - Dance Maniax 2d Mix Append J-paradise

### jubeat
- 2008 - jubeat
- 2009 - jubeat ripples
- 2010 - jubeat ripples APPEND
- 2010 - jubeat knit
- 2011 - jubeat knit APPEND
- 2011 - jubeat copious
- 2012 - jubeat copious APPEND
- 2012 - jubeat saucer
- 2014 - jubeat saucer fulfill
- 2015 - jubeat prop
- 2016 - jubeat Qubell
- 2017 - jubeat clan
- 2018 - jubeat festo
- 2022 - jubeat Ave.
- 2023 - jubeat Beyond the Ave.

### Pop'n Music
Contrairement aux autres jeux Bemani, le contrôleur de Pop'n Music n'est pas fait pour ressembler à un instrument de musique. Il est composé de neuf gros boutons de différentes couleurs, répartis en 2 rangées : une de 4 et l'autre de 5. Il peut faire penser à celui de Beatmania. Le joueur appuie sur les boutons avec la paume de la main. Le premier est apparu en 1998, Pop'n Music et continue encore aujourd'hui, avec la sortie de Pop'n Music UniLab en 2022. Contrairement à son apparence colorée et enfantin, la difficulté au plus haut niveau est incroyable, par exemple pour la chanson Silent de Pop'n Music 17 qui est considérée comme la plus difficile de tous les jeux Pop'n Music.
- 1998 - Pop'n Music
- 1999 - Pop'n Music 2
- 1999 - Pop'n Music 3
- 2000 - Pop'n Music 4
- 2000 - Pop'n Music 5
- 2001 - Pop'n Music 6
- 2001 - Pop'n Music 7
- 2002 - Pop'n Music 8
- 2002 - Pop'n Music 9
- 2003 - Pop'n Music 10
- 2004 - Pop'n Music 11
- 2004 - Pop'n Music 12 Iroha
- 2005 - Pop'n Music 13 Carnival
- 2006 - Pop'n Music 14 Fever
- 2007 - Pop'n Music 15 Adventure
- 2008 - Pop'n Music 16 Party
- 2009 - Pop'n Music 17 The Movie
- 2010 - Pop'n Music 18 Sengoku Retsuden
- 2010 - Pop'n Music 19 Tune Street
- 2011 - Pop'n Music 20 Fantasia
- 2012 - Pop'n Music Sunny Park
- 2014 - Pop'n Music Lapistoria
- 2015 - Pop'n Music Éclale
- 2016 - Pop'n Music Neko to Shōnen no Yume
- 2018 - Pop'n music Peace
- 2020 - Pop'n music Kaimei Riddles
- 2022 - Pop'n music UniLab
- 2024 - Pop'n music Jam&Fizz

- 2000 - Pop'n Music Disney Tunes
- 2000 - Pop'N Music Animelo
- 2001 - Pop'n Music Animelo 2
- 2009 - Pop'n Music (Wii)
- 2010 - Pop'n Music Portable
- 2010 - Utacchi
- 2011 - Hello! Pop'n Music
- 2011 - Pop'n Music Portable 2

### GITADORA (GuitarFreaks&DrumMania)
GuitarFreaks est un simulateur de guitare, ayant 3 boutons représentant les cordes et un levier représentant le pic. DrumMania, sorti plus tard, est un simulateur de Drum, avec 5 touches et une pédale, le tout produit en partie par Yamaha. Les deux jeux existent séparément à l'arcade, mais sont souvent nommés ensemble car ils peuvent se connecter pour laisser trois joueurs, (deux à la guitare, un à la batterie) pour former un groupe et jouer la chanson tous ensemble, en mode Session.
Aussi connu sous le nom de Gitadora.
- GuitarFreaks - 1998
- GuitarFreaks 2ndMIX, DrumMania - Juillet 1999
- GuitarFreaks 3rdMIX, DrumMania 2ndMIX - Mars 2000
- GuitarFreaks 4thMIX, DrumMania 3rdMIX - Septembre 2000
- GuitarFreaks 5thMIX, DrumMania 4thMIX - Mars 2001
- GuitarFreaks 6thMIX, DrumMania 5thMIX - Septembre 2001
- GuitarFreaks 7thMIX & DrumMania 6thMIX - Février 2002
- GuitarFreaks 8thMIX & DrumMania 7thMIX - Août 2002
- GuitarFreaks 9thMIX & DrumMania 8thMIX - Avril 2003
- GuitarFreaks 10thMIX & DrumMania 9thMIX - Octobre 2003
- GuitarFreaks 11thMIX & DrumMania 10thMIX - Avril 2004
- GuitarFreaks V & DrumMania V - Février 2005
- GuitarFreaks V2 & DrumMania V2 - Novembre 2005
- GuitarFreaks V3 & DrumMania V3 - 2006
- GuitarFreaks V4 & DrumMania V4 - 2007
- GuitarFreaks V5 & DrumMania V5 - 2008
- GuitarFreaks V6 & DrumMania V6 - 2009

De nouvelles bornes XG (pour Extra Grade) sont prévues prochainement, avec 5 touches pour GuitarFreaks XG, un tom et une pédale de plus pour DrumMania XG.
Depuis la sortie de la licence GITADORA le 14 février 2013, GuitarFreaks et DrumMania n'utilisent plus qu'une seule et même appellation.
- GITADORA - Février 2013
- GITADORA OverDrive - Mars 2014
- GITADORA Tri-Boost - Avril 2015
- GITADORA Tri-Boost Re:EVOLVE - Décembre 2016
- GITADORA Matixx - Septembre 2017
- GITADORA EXCHAIN - Septembre 2018
- GITADORA NEX+AGE - Octobre 2019
- GITADORA HIGH-VOLTAGE - Avril 2021
- GITADORA FUZZ-UP - Décembre 2022
- GITADORA GALAXY WAVE - Mars 2024
- GITADORA GALAXY WAVE DELTA - Mars 2025

### Dance 86.4 Funky Radio Station
Celui-ci ressemble beaucoup à Dance Dance Revolution, car on doit appuyer sur un tapis sensible à la pression, par contre, ce sont trois pas alignés horizontalement. Le public visé est plus jeune, car les chansons sont tirées d'animes, d'émissions de télévision et de J-Pop sous licence. Il n'y a qu'une version disponible qui a été créée en 2005.

### Karaoke Revolution
En raison de la popularité des Karaokes au Japon, Karaoke Revolution propose de chanter en étant évalué sur le temps et le ton. Il regroupe beaucoup de vieux hits, plutôt que des hits actuels, car il vise à attirer un public aussi adulte. Il n'existe pas de borne d'arcade Karaoke Revolution, mais plusieurs versions pour consoles.

#### Playstation 2
- Karaoke Revolution
- Karaoke Revolution 2
- Karaoke Revolution 3
- Karaoke Revolution Party
- Karaoke Revolution: Anime Song Collection
- Karaoke Revolution: Autumn 2003
- Karaoke Revolution: Dreams & Memories
- Karaoke Revolution: Family Pack
- Karaoke Revolution: J-Pop Best Vol. 1
- Karaoke Revolution: J-Pop Best Vol. 2
- Karaoke Revolution: J-Pop Best Vol. 3
- Karaoke Revolution: J-Pop Best Vol. 4
- Karaoke Revolution: J-Pop Best Vol. 5
- Karaoke Revolution: J-Pop Best Vol. 6
- Karaoke Revolution: J-Pop Best Vol. 7
- Karaoke Revolution: J-Pop Best Vol. 8
- Karaoke Revolution: J-Pop Best Vol. 9
- Karaoke Revolution: Kazoku Idol Sengen
- Karaoke Revolution: Kissing Selection
- Karaoke Revolution: Love & Ballad
- Karaoke Revolution: Night Selection 2003

#### Xbox
- Karaoke Revolution
- Karaoke Revolution Party

#### Gamecube
- Karaoke Revolution Party

### KeyboardMania

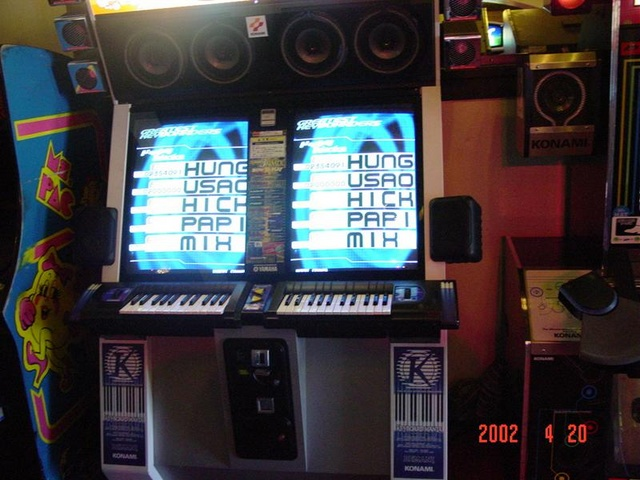
Double borne de KeyboardMania.

KeyboardMania est une simulation de clavier (piano) de 24 touches plus une roulette pour le pitch. Il existe trois versions arcades et deux versions consoles. La série a été arrêtée,à cause d'un manque de popularité et d'une difficulté trop élevée.

#### Arcade
- KeyboardMania 1st mix
- KeyboardMania 2nd mix
- KeyboardMania 3rd mix

#### Console
- KeyboardMania 1st mix
- KeyboardMania 2nd & 3rd mix

### Toy's March
Ressemble à un Drummania pour enfants, car il n'y a qu'une cymbale et un tambour pour chaque joueur. Son style graphique cartoon et ses chansons d'anime et J-pop en témoigne. Sorti en 2005. *Site de Toy's March 

### Para Para Paradise
C'est un mélange entre DDR et Dance Maniax, à savoir, cinq senseurs que les joueurs ont à faire réagir avec leurs mains ou pieds au rythme de la musique, avec une chorégraphie prédéfinie. Il a été créé en même temps que la vague de dance Para Para au Japon.

### Bemani Pocket
Konami a déjà essayé de conquérir le marché des consoles portables grâce à ses nombreux titres populaire de jeux de rythme. Mais c'est en vain, les versions miniatures de Beatmania, Dance Dance Revolution, Para Para Paradise, Guitar Freaks et Pop'n Music n'ont pas su plaire. (De 1998 à 2001)